# Loopingrutsche

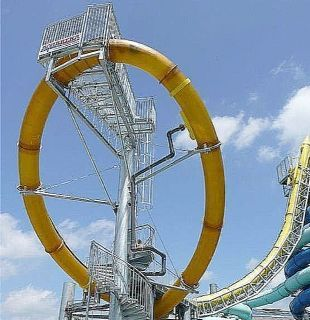
Loopingrutsche in der Terme 3000

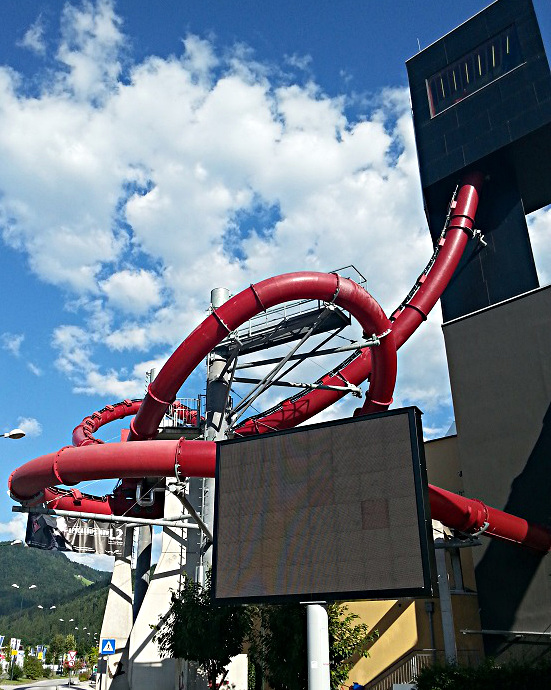
Der L2-Doppellooping in Wörgl (geschlossen)

Die Looping Rocket eine Form der Wasserrutsche, bei der der Rutscher eine Bergaufstrecke überwindet.

## Geschichte
Die erste Wasserrutsche mit Looping wurde im Action Park in New Jersey erbaut. Diese Rutsche, genannt „Cannonball Loop“, besaß einen senkrechten Looping und wurde in der Saison 1985 eröffnet. Weil sie sich als zu gefährlich erwies, wurde sie bereits einen Monat später wieder geschlossen. Die Rutsche wurde jedoch nie abgebaut, sondern steht heute noch.
Nachdem es über 20 Jahre lang keine Wasserrutschen mit Looping gegeben hatte, stellte der Schweizer Hersteller Klarer Freizeitanlagen AG auf der Messe Interbad 2006 in Stuttgart ein Konzept einer 15 Meter hohen Wasserrutsche mit senkrechtem Looping vor. Dies wurde jedoch nach diversen TÜV-Prüfungen und Testläufen unter anderem wegen der zu hohen g-Kräfte (über 2,6 g) wieder verworfen, stattdessen wurde eine schräggestellte Schleife (Inclined Loop) entwickelt, die die strengen Vorgaben der DIN EN 1069 „Wasserrutschen – Sicherheitstechnische Anforderungen und Prüfverfahren“ erfüllt. Parallel arbeitete auch der österreichische Hersteller Aquarena Freizeitanlagen GmbH an einem Konzept einer Loopingrutsche mit schräggestelltem Loop. Im Jahre 2008 wurde schließlich im slowenischen Schwimmbad Therme 3000 die erste Loopingrutsche eröffnet, sie stammt von Aquarena, wo sie unter der Bezeichnung AquaLoop geführt wird. Nur wenige Monate später eröffnete dann im deutschen Schwimmbad AquaMagis Plettenberg die erste Loopingrutsche von Klarer. In der Folge entwickelte sich zwischen Aquarena und Klarer ein Patentstreit, den Aquarena gewann – Aquarena hatte sich schräggestellte Schlaufenstrecken patentieren lassen. Klarer hatte hingegen auf senkrechte Loops gesetzt. Seither müssen z. B. schräggestellte Loopingrutschen von Klarer mit „Licensed by Aquarena“ gekennzeichnet sein.
Im Jahre 2009 eröffnete im Aqualand Köln mit dem dortigen Aqualoop schließlich die erste Loopingrutsche von Aquarena in Deutschland und zugleich die erste komplett im Inneren eines Gebäudes (indoor) verlaufende Loopingrutsche überhaupt. Der Wasser-Erlebnispark Wet'n'Wild Gold Coast in Australien hat vier Loopingrutschen. Im Jahre 2010 eröffnete dann schließlich die weltweit erste Wasserrutsche mit zwei Loopings, die L2 im österreichischen Schwimmbad Wave in Wörgl, die von Aquarena stammt. Die Rutsche in Wörgl wurde – wie das gesamte Schwimmbad Wave – im Jahr 2021 geschlossen. Mittlerweile gibt es zwei weitere dieser „Doppelloopingrutschen“, diese stehen beide in Deutschland, und zwar im Miramar Freizeitzentrum in Weinheim und im Kristall Palm Beach in Stein.

## Technik
Die Loopingrutschen verwenden wie auch einige andere schnelle Rutschen z. B. einen sogenannten „Raketenstart“. Dabei stellt sich der Rutscher in eine Startkapsel, deren Boden als Falltür ausgeführt ist. Nach einem Countdown oder anderen Sound- bzw. Lichteffekten öffnet sich die Falltür und der Rutscher fällt in eine nahezu senkrechte Röhre. Am Ende der Fallstrecke können Geschwindigkeiten von bis zu 60 km/h erreicht werden. In der Regel wird der „Raketenstart“ manuell von einem Mitarbeiter bedient, der auch die Rutsche mithilfe von Kameras und Sensoren überwacht.
Während normale Wasserrutschen nur am Einstieg eine Wasserzufuhr haben, wird der Looping der Loopingrutsche innen mittels Sprühnebel permanent mit Wasser benetzt, nach dem Looping befindet sich eine zusätzliche Wasserzufuhr. Durch einen Wasserablauf am tiefsten Punkt vor der Schleife wird verhindert, dass sich Wasser vor dem Looping sammelt und den Rutscher abbremst, sodass dieser den Looping nicht schafft. Vor jedem Looping befindet sich weiters eine Notausstiegsklappe, durch die ein Rutscher, der den Looping nicht geschafft hat, wieder befreit werden kann.
Im deutschen Patenttext von Aquarena ist als Hauptanspruch eine Schlaufenstrecke von mindestens 270° und eine Neigung gegenüber der Senkrechten von 5° bis 80° formuliert, was weitgehend patentrechtlich bedingt scheint, denn die Notwendigkeit der Schrägstellung wird damit begründet, dass die Beschleunigung innerhalb des zulässigen Bereiches bleibt, was mit 5° Neigung gegenüber der Senkrechten kaum erreichbar scheint. Andererseits kann eine Schleife mit 10° Neigung zur Waagerechten noch nicht wirklich als Looping angesehen werden. Die im Patenttext genannten weiteren Ausbildungen lassen umfangreiche Vorversuche erahnen. So wird erwähnt, dass die Kreisbeschleunigung einen Mindestwert von 1 g nicht unterschreiten sollte, um nicht vom Wasserfilm abzuheben. Das ist zugleich ein Hinweis, dass bei Wasserrutschen-Loopings die Durchfahrtgeschwindigkeit am Scheitelpunkt recht hoch sein muss, was bei Achterbahnen nicht der Fall ist, was wiederum das Dilemma mit den hohen g-Belastungen am Startpunkt der Kurve aufzeigt. Hierzu wird ein abnehmender Krümmungsradius der Schleifenstrecke vorgeschlagen, um bei abnehmender Geschwindigkeit gleichbleibende Beschleunigung aufrechtzuerhalten bzw. die höchste g-Belastung beim Eintritt in die Schleife zu reduzieren. Es werden Ausführungen zur Sicherheit der Anlage bezüglich der notwendigen Überprüfung der Bahnfreiheit vor dem Start einer weiteren Person sowie zum Bergen einer Person, die nicht den Ausgang erreicht, gemacht.

## Installationen
| Name            | Schwimmbad                        | Ort                                         | Anzahl der Rutschen               | Eröffnet                   |               |
| --------------- | --------------------------------- | ------------------------------------------- | --------------------------------- | -------------------------- | ------------- |
| Cannonball Loop | Action Park                       | Vereinigte Staaten, New Jersey              | 1 Rutsche mit senkrechtem Looping | 1985                       | [ 4 ]         |
| 360Rush         | Wet’n’Wild Sydney                 | Australien, Prospect, New South Wales       | 4 Rutschen                        | 12. Dezember 2013          | [ 14 ]        |
| AquaLoop        | Beijing Watercube Water Park      | Volksrepublik China, Peking                 | 1 Rutsche                         | 8. August 2010             | [ 15 ] [ 16 ] |
| Mambo Loop      | Blue Bayou and Dixie Landin'      | Vereinigte Staaten, Baton Rouge, Louisiana  | 4 Rutschen                        | 2012                       | [ 17 ]        |
| AquaLoop        | Calypso Park                      | Kanada, Ottawa, Ontario, Kanada             | 2 Rutschen                        | 24. Juni 2011              | [ 18 ]        |
| AquaLoop        | Caribbean Bay                     | Südkorea, Yongin, Gyeonggi-do               | 4 Rutschen                        | 17. Juni 2011              | [ 19 ]        |
| AquaLoop        | El Rollo                          | Mexiko, Tlaquiltenango, Morelos             | 1 Rutsche                         | 2014                       | [ 20 ]        |
| El abismo       | Parque Acuático Ixtapan           | Mexiko, Ixtapan de la Sal, Estado de México | 1 Rutsche                         | 2010                       | [ 21 ]        |
|                 |                                   |                                             |                                   |                            |               |
| Sturzflug       | Säntispark                        | Abtwil, Swizerland                          | 1 Rutsche                         | 2012                       |               |
| Sky Drop        | Plopsaqua Hannut Landen           | Plopsaqua, Belgium                          | 1 Rutsche                         | Mai 2008                   | [ 22 ]        |
| Sky Drop        | Plopsaqua De Panne                | Plopsaqua, Belgium                          | 1 Rutsche                         | 18. September 2010         | [ 23 ]        |
| Sloop           | Nettebad                          | Osnabrück, Germany                          | 1 Rutsche                         |                            | [ 24 ]        |
| Goop Loop       | Cartoon Network Amazone Waterpark | Pattaya, Thailand                           | 1 Rutsche                         | 19. September 2008         | [ 25 ]        |
| Space Rocket    | Istralandia                       | Nova Vas, Istria, Croazien                  | 1 Rutsche                         | 2011                       |               |
| Torpedo Loop    | Hungarospa AquaPalace             | Debrecen, Hungary                           | 1 Rutsche                         | 12. August 2011            |               |
| Looping Rocket  | AquaPlanet                        | Primorsko, Bulgaria                         | 1 Rutsche                         | März 2010 – September 2021 | [ 26 ] [ 27 ] |
| Torpedo Loop    | AquaClub Dolphin                  | Istambul, Turkey                            | 1 Rutsche                         | keine Angabe               |               |
| AquaLoop Rocket | Vague Hotel Bodrum                | Muğla, Turkey                               | 1 Rutsche                         | 11. April 2009             | [ 28 ]        |
| Turbo Rocket    | Marina Aquapark                   | Isrambul, Turkey                            | 1 Rutsche                         | Juni 2012                  |               |
| The Rocket      | Cockburn ARC                      | Path, Australien                            | 1 Rutsche                         | 29. Mai 2010               |               |
| Zuma Zooma      | Cowabunga Bay                     | Las Vegas, United States                    | 1 Rutsche                         | 8. Mai 2010                | [ 29 ]        |
| The Banzai      | Fala Aquapark                     | Fala, Poland                                | 1 Rutsche                         | August 2011                | [ 30 ]        |
| AquaLoop Rocket | Chochołowskie Termy               | Chochołowskie, Poland                       | 1 Rutsche                         | 12. Dezember 2012          | [ 31 ]        |
| High Trill      | Fabryka Wody                      | Wody, Poland                                | 1 Rutsche                         | Juli 2012                  | [ 32 ]        |
| Kamikadze       | Energylandia Amusement Park       | Zator, Poland                               | 1 Rutsche                         | September 2013             | [ 33 ]        |
| Looping Rocket  | O'gliss park Vendee               | Vendee, France                              | 1 Rutsche                         | keine Angabe               | [ 34 ]        |
| Adrenaloop      | Calypso                           | Deutschland, Saarbrücken                    | 1 Rutsche                         | Dezember 2014              | [ 35 ]        |
| Skyron Rocket   | Odissea 2000                      | Corigliano-Rossano, Italien                 | 1 Rutsche                         | Juni 2014                  | [ 36 ]        |
| Looping Rockets | Aquacolors Poreč                  | Poreč, Croazien                             | 2 Rutschen                        | keine Angabe               | [ 37 ]        |